# Anne Bokma

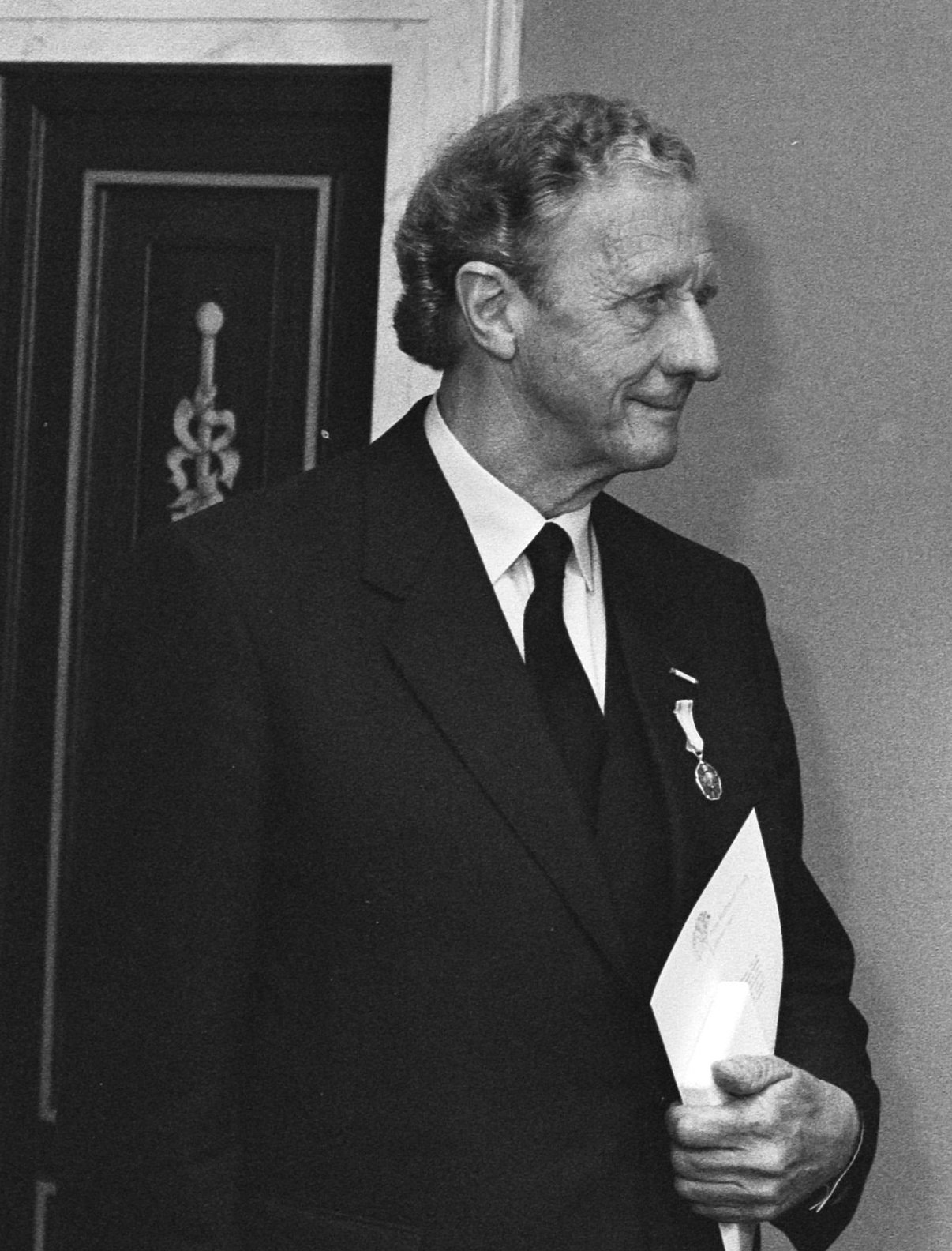
Anne Bokma met Zilveren Anjer (1982)

Anne (Barteles) Bokma (Langweer, 3 september 1917 – Sneek, 31 augustus 1990) was een Nederlands journalist op gebied van landbouw.
Hij was zoon van Heilkje Schuurmans en Bartele Bokma. Hijzelf was getrouwd met Pietje (Pé) de Haan (1919-1968).
Hij was een boerenzoon, die volgens zijn vader al snel wat anders wilde. Hij werd in eerste instantie (1939) kantoorbediende bij Friese Maatschappij van Landbouw. Hij verzamelde correspondentie en begon met artikelen te schrijven voor het lijfblad Fries Landbouwblad. Dat schrijverschap in deeltijd ging langzaam over in professioneel redactiewerk. Hij bekleedde de functie tot najaar 1982. Hij was daarnaast tevens vicevoorzitter van de Vereniging van Landbouwjournalisten.
Naast zijn werkzaamheden ontwikkelde hij een belangstelling voor alles wat met Friesland als provincie te maken had. Hij was voorzitter van Stichting De Fryske Mole, was ook bestuurslid bij Vereniging De Hollandsche Molen. Voorts zat hij diverse kerkraden doopgezinde gemeenten voor de Lytse Streek (Littenseradeel, eerder Hennaarderadeel) met Baard, Itens, Franeker en Pingjum. Hij leidde een aantal jaren het museum Museum it Tsiispakhûs in Wommels. Voor dit werk kreeg hij in 1982 de Zilveren Anjer opgespeld, mede voor zijn inzet in het bestuur van de vereniging van Volkshogescholen en dan in het bijzonder te Bakkeveen, Terschelling en Méridon (Frankrijk).
Bokma werd 72 jaar en overleed in het Sint Antonius Ziekenhuis in Sneek. Hij werd in Wommels aan de Freueleane begraven.
- International Standard Name Identifier: 0000 0003 9555 6281
- Nederlandse Thesaurus van Auteursnamen: 071943110
- Virtual International Authority File: 290255337
- WorldCat: E39PBJyxcDW6dTgKGT4Xj6bKh3